# Адреналин 2: Час Пик
«Адреналин 2: Час Пик» — компьютерная игра в жанре гонок, разработанная и изданная Gaijin Entertainment. Релиз состоялся для Windows и PlayStation 3.

## Игровой процесс
Адреналин 2: Час Пик — видеоигра в жанре гонок. Задача игры состоит в том, чтобы сделать персонажа как можно более успешным и известным, побеждая в гонках и делая более безумные трюки.

## Разработка
В сентябре 2006 был выпущен второй трейлер, в котором разработчики продемонстрировали четыре новых автомобиля.

## Адреналин 2: Анархия
15 сентября 2007 разработчики поделились с сообществом новостями о том что готовят к выпуску сетевое дополнение к основной игре. В 2008 году состоялся релиз дополнения.
Сайт Absolute Games назвал дополнение «коротким».

## Отзывы критиков
| Сводный рейтинг       | Сводный рейтинг |
| Агрегатор             | Оценка          |
| --------------------- | --------------- |
| Metacritic            | 59/100          |
| «Критиканство»        | 61/100          |
| Русскоязычные издания |                 |
| Издание               | Оценка          |
| Absolute Games        | 60 %            |

Версия игры для PlayStation 3 получила смешанные отзывы, согласно агрегатору рецензий Metacritic. Версия для Windows также получила смешанные отзывы, согласно агрегатору рецензий Критиканство.
Сайт Absolute Games подводя итог назвал игру «коротким выбросом адреналина».